# Cooleyhighharmony
Cooleyhighharmony — дебютний альбом американського вокального квартета Boyz II Men. Дебютував у чарті Billboard 200 на 58 місці, але через місяць посів 3 сходинку чарту в Сполучених Штатах і 7 - у Великій Британії. У 1993 році альбом перевидали і вмістили кілька нових треків і реміксів, а також хіт # 1 - сингл «Кінець шляху» саундтреку до фільму «Бумеранг».

## Список композицій

### Стандартна версія
1. «Please Don’t Go» — 4:26
2. «Lonely Heart» — 3:42
3. «This Is My Heart» — 3:26
4. «Uhh Ahh» — 3:51
5. «It's So Hard to Say Goodbye to Yesterday» — 2:51
6. «Motownphilly» — 3:55
7. «Under Pressure» — 4:15
8. «Sympin'» — 4:25
9. «Little Things» — 4:04
10. «Your Love» — 5:50

### Перевидання
1. «Al Final del Camino (End of the Road)» [Spanish Version] — 5:52
2. «Please Don’t Go» — 4:26
3. «Lonely Heart» — 3:42
4. «This Is My Heart» — 3:26
5. «Uhh Ahh» [Sequel Version] — 4:16
6. «It's So Hard to Say Goodbye to Yesterday» — 2:51
7. « In the Still of the Night (I’ll Remember)» — 2:53
8. «Motownphilly» [Remix Radio Edit] — 3:52
9. «Under Pressure» — 4:15
10. «Sympin'» [Remix Radio Edit]
11. «Little Things» — 4:04
12. «Your Love» — 5:50
13. «Motownphilly» [Original Version] — 3:55
14. «Sympin'» [Original Version] — 4:25
15. «Uhh Ahh» [Original Version] — 3:51
16. «It's So Hard to Say Goodbye to Yesterday» [Radio Edit] — 3:09
17. «End of the Road» [LP Version] — 5:52